# Dietrich Schubert (Kunsthistoriker)
Dietrich Schubert (* 24. April 1941 in Gera, Thüringen) ist ein deutscher Kunsthistoriker.

## Leben und Werk
Schubert studierte 1960/61 Kunstgeschichte, Germanistik und Soziologie an der Universität Leipzig und ab 1964 an den Universitäten in Freiburg im Breisgau, Wien und München. 1970 wurde er mit der Dissertation „Die Gemälde des Braunschweiger Monogrammisten. Ein Beitrag zur Geschichte der Niederländischen Malerei des 16. Jahrhunderts“ bei Wolfgang Braunfels in München promoviert.
Von 1971 bis 1977 war er wissenschaftlicher Assistent an der Universität Regensburg und anschließend Habilitationsstipendiat der Deutschen Forschungsgemeinschaft. 1979 habilitierte er sich bei Josef Adolf Schmoll genannt Eisenwerth an der Technischen Universität München zum Thema Die Kunst Lehmbrucks. Von 1980 bis zu seiner Emeritierung 2006 war er Professor für allgemeine Kunstgeschichte an der Universität Heidelberg.
Schubert publizierte unter anderem zur Niederländischen Malerei des 16. Jahrhunderts, über Otto Dix, das neuere Denkmal, über die Wirkung Nietzsches und den Expressionismus; ferner zur österreichischen Malerei und Skulptur des späten 19. und 20. Jahrhunderts und zur Geschichte der Heinrich-Heine-Denkmäler 1887–1983.

## Schriften
- Die Gemälde des Braunschweiger Monogrammisten. Ein Beitrag zur Geschichte der niederländischen Malerei des 16. Jahrhunderts. DuMont-Schauberg, Köln 1970. ISBN 3-7701-0550-8 (Dissertation).
- Von Halberstadt nach Meissen: Bildwerke des 13. Jahrhunderts in Thüringen, Sachsen und Anhalt. DuMont Schauberg, Köln 1974, ISBN 978-3-7701-0742-1
- Otto Dix: Mit Selbstzeugnissen und Bilddokumenten (Rowohlts Monographien), Rowohlt Taschenbuchverlag, Reinbek 1980, ISBN 978-3-499-50287-3
- Jetzt wohin? Heinrich Heine in seinen verhinderten und errichteten Denkmälern (= Beiträge zur Geschichtskultur Bd. 17). Böhlau, Köln 1999.
- Wilhelm Lehmbruck: Catalogue raisonné der Skulpturen 1898–1919. Wernersche Verlagsgesellschaft, Worms 2001, ISBN 3-88462-172-6
- Otto Dix – Der Krieg. 50 Radierungen von 1924, hrsg. und kommentiert von Dietrich Schubert. Jonas, Marburg, 2002, ISBN 3-89445-305-2
- Alfred Hrdlicka – Beiträge zu seinem Werk. Wernersche Verlagsgesellschaft, Worms 2007, ISBN 978-3-88462-256-8
- Künstler im Trommelfeuer des Krieges 1914–18. Das Wunderhorn, Heidelberg, 2013, ISBN 978-3-88423-405-1.